# میتسوکوشی
میتسوکوشی (به ژاپنی: 株式会社三越, Kabushiki-gaisha Mitsukoshi) یک فروشگاه زنجیره‌ای واقع در توکیو، ژاپن است.